# Phân vùng ảnh
Trong lĩnh vực thị giác máy tính (computer vision), phân vùng ảnh là một quá trình chia một bức ảnh số thành nhiều phần khác nhau (tập hợp các điểm ảnh, hay có thể gọi là superpixels). Mục tiêu của phân vùng ảnh là để đơn giản hóa và hoặc thay đổi biểu diễn của một tấm ảnh vào điều gì đó có ý nghĩa hơn và dễ dàng để phân tích. Phân vùng ảnh thường được sử dụng để xác định vị trí các đối tượng, đường biên (đường thẳng, cong.vv) Hay nói cách khác phân vùng ảnh là một quá trình gán nhãn (assigning a lablel) cho mỗi điểm ảnh trong một bức ảnh, các điểm ảnh trong cùng một nhãn sẽ có những đặc tính giống nhau về màu sắc, cường độ hoặc kết cấu của ảnh.
Kết quả của việc phân vùng ảnh là tập hợp các phân đoạn (segments) bao gồm có thể là toàn bộ bức ảnh hoặc tập hợp các đường biên chiết xuất từ hình ảnh. Các điểm ảnh trong cùng một vùng có đặc tính tương tự nhau về màu sắc, cường độ hoặc kết cấu. Các vùng lân cận thì khác nhau đáng kể về các đặc trưng trên.

## Ứng dụng
Phân vùng ảnh là một bước quan trọng trong nhiều lĩnh vực khác nhau như lĩnh vực hình ảnh y tế (medical imaging), phát hiện và nhận dạng đối tượng, hệ thống camera giám sát, hệ thống điều khiển giao thông… Kỹ thuật này là bước tiền xử lý quan trọng trong hầu hết các hệ thống xử lý ảnh, kết phân vùng tốt sẽ giúp cho quá trình xử lý về sau đạt hiệu quả cao hơn nhằm tiết kiệm về chi phí tính toán, thời gian cũng như tăng độ chính xác của các ứng dụng trên.
Một vài ứng dụng cụ thể trong phân vùng ảnh:
- Hình ảnh y tế
- Nhận dạng đối tượng
  - Phát hiện đi bộ
  - Phát hiện khuôn mặt
  - Phát hiện đèn dừng xe
  - Xác định vị trí đối tượng trong ảnh vệ tinh
- Một số nhiệm vụ nhận dạng
  - Nhận dạng khuôn mặt
  - Nhận dạng vân tay
  - Nhận dạng mắt
- Hệ thống giám sát giao thông
- Camera giám sát an ninh

Trong lĩnh vực nhận dạng đối tượng, quá trình phân vùng ảnh sẽ tách đối tượng ra khỏi vùng nền. Đối tượng ở đây có thể là con người hoặc một vật gì đó chuyển động thuộc vùng tiền cảnh (Fg). Đối tượng sau khi được tách ra trong quá trình phân vùng có thể được xử lý trong các hệ thống như đếm số lượng người ra vào, nhận dạng cử chỉ tay, nhận dạng khuôn mặt.
Tronglĩnh vực camera giám sát, quá trình phân vùng ảnh có thể ứng dụng trong việc xác định, giám sát đối tượng đi vào vùng giám sát, cảnh báo chuyển động khi đối tượng di chuyển vào vùng giám sát.
Trong lĩnh vực hình ảnh y tế, các kỹ thuật hình ảnh y tế như chụp CT (Computer Tomography), chụp MRI (Magnetic Resonance Imaging), chụp X-Quang, USG (Ultrasound) không thể thiếu để có thể phân tích chính xác nhiều bệnh lý khác nhau, qua đó đã hộ trợ đáng kể bác sĩ trong việc chẩn đoán bệnh. Trong quá trình phân tích, người chẩn đoán cần phân trích xuất các đường biên cần thiết, các bề mặt hoặc các bộ phận cơ thể ra khỏi bức hình, kỹ thuật này được gọi là phân vùng (segmentation). Tuy nhiên, quá trình phân vùng thủ công là rất tốn thời gian và có thể không cho kết quả tốt. Các phân vùng và đường biên này là rất quan trọng đối với các bác sĩ. Chính vì vậy, trong vài thập kỷ qua, nhiều thuật toán phân vùng ảnh y tế được đề xuất nhằm tăng độ chính xác trong quá trình phân vùng ảnh.